# Mihály Antal
Mihály Antal (n.10 aprilie 1792, Jászladány, d. 20 iunie 1850, Pesta) a fost un scriitor și lingvist maghiar.